# Фасоль луновидная
Фасоль луновидная, или Фасо́ль лунообра́зная, или фасоль ли́мская, или фасоль лу́нная (лат. Phaseolus lunatus) — вид растений рода Фасоль (Phaseolus) семейства Бобовые (Fabaceae). Родина растения — Перу.

## Ботаническое описание
Однолетнее травянистое растение, с лежачими или вьющимися стеблями до 15 метров длиной.
Листья сизо-зеленые, блестящие, покрыты восковым налетом.
Соцветия кистевидные, на коротких цветоносах. Количество цветков варьируется от 20 до 30. Цветки лиловые или зеленовато-белые, мелкие.
Плоды — бобы с толстым пергаментным слоем. Семена сферические или лунообразные, белые, реже пёстрые.

## Значение и применение
В пищу употребляются бобы и семена.